# Bandeira de Pernambuco
A bandeira do estado de Pernambuco é um dos símbolos oficiais do  estado brasileiro de Pernambuco. É uma flâmula bicolor, azul e branca, sendo as cores partidas, horizontalmente, em duas secções desiguais, tendo, no retângulo superior e maior, azul, o arco-íris composto por três cores, vermelho, amarelo e verde, com uma estrela em cima e por baixo o sol, dentro do semicírculo, ambos em cor amarela, e, no retângulo inferior e menor, branco, uma cruz vermelha.

## História

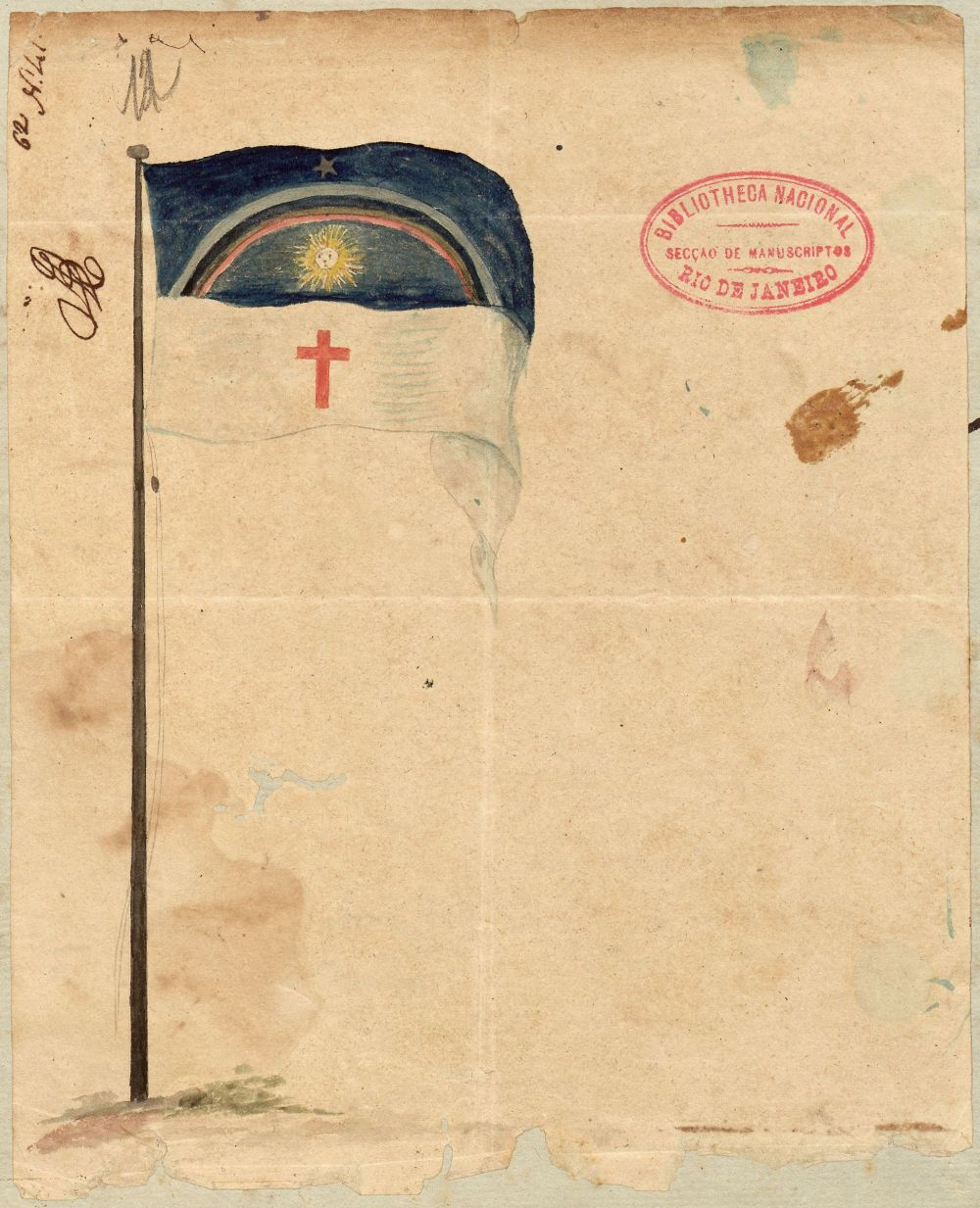
Anexo de uma carta de Domingos Teotônio Jorge ao Secretário do Interior, na qual conta que o homem sobre quem falaram foi preso sob acusação de que faria a revolução em Campina Grande e teve seus papéis apreendidos. Quartel do Governo e das Almas, 14 de maio 1817.

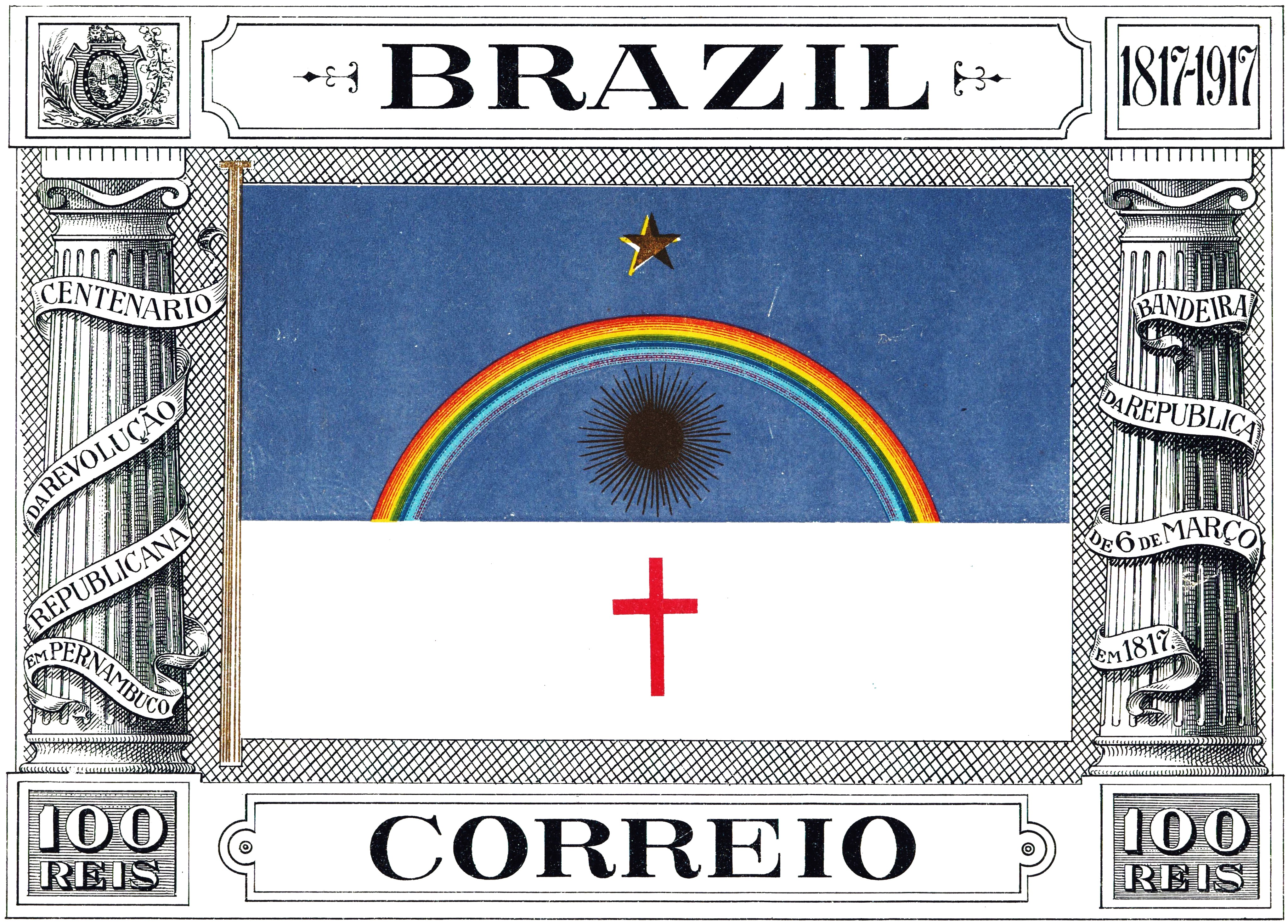
Detalhe da gravura comemorativa do centenário da revolução republicana de 1817.

Foi originada na Revolução Pernambucana de 1817, sendo oficializada na comemoração do seu centenário, em 1917, pelo decreto nº 459/1917 de 23 de fevereiro, sancionado pelo governador Manuel Antônio Pereira Borba.
No dia 28 de dezembro de 2020, o governador Paulo Câmara sancionou a lei n° 17.139, que define as normas técnicas para reprodução da bandeira de Pernambuco.

## Significado dos elementos

Bandeira de Pernambuco para usos especiais de variação quadrada na proporção 1:1 (mídia digital, selos, artefatos em geral).

A flâmula de Pernambuco surgiu antes da independência brasileira, e foi concebida para ser a bandeira do Brasil sob um regime republicano de cunho liberal. No pavilhão da efêmera república pernambucana de 1817, a cor azul simbolizava o céu; a cor branca representava a nação que se fundava em um desejo de paz; o arco-íris, inicialmente vermelho, amarelo e branco, assinalava o início de uma nova era, de paz, amizade e união, que a confederação oferecia aos portugueses europeus e aos povos de todas as nações que viessem pacificamente aos seus portos ou porventura residissem aqui; as três estrelas representavam Pernambuco, Paraíba e Rio Grande do Norte — e outras estrelas seriam inseridas em volta do arco-íris ao passo que outras capitanias brasileiras aderissem oficialmente à confederação, o que demonstrava o caráter federalista do movimento —; a cruz era uma referência à denominação do Brasil em seus primórdios (Terra de Santa Cruz ou Ilha da Vera Cruz); e o Sol iluminava o futuro, simbolizando que os habitantes de Pernambuco são filhos do sol e vivem sob ele, sob a mesma justiça que torna todos iguais. O criador da bandeira foi o padre e revolucionário João Ribeiro Pessoa de Melo Montenegro e ela foi executada em tela pelo pintor Antônio Alvares.
Na bandeira atual, adotada em 1917, a cor azul do retângulo superior simboliza a grandeza do céu pernambucano; a cor branca representa a paz; o arco-íris simboliza a união de todos os pernambucanos; a estrela caracteriza o estado no conjunto da Federação, que na bandeira nacional é representado por Denebakrab; o Sol é a força e a energia de Pernambuco; e, finalmente, a cruz representa a fé na justiça e no entendimento. As únicas modificações da bandeira original foram a retirada de duas das três estrelas inseridas acima do arco-íris e a troca da última faixa do arco-íris de branco para verde.

## Construção
Em 2020, o Instituto Arqueológico, Histórico e Geográfico Pernambucano (IAHGP) trouxe ao conhecimento do Governo do Estado um estudo de normatização e readequação histórica (definindo o layout da bandeira de Pernambuco, a disposição detalhada de seus elementos, definição de proporções e cores para uso impresso e virtual) realizado pelo designer Pedro de Albuquerque Xavier, pois o tempo e a tradição mostraram que a reprodução usada até este momento carecia de um detalhamento técnico e tinha múltiplos desenhos em uso, reproduções com variações entre elas, portanto dependia da criação de um parâmetros fixos.
A descrição da construção da bandeira de Pernambuco é especificada pelo Anexo III da lei nº17.139, de 28 de dezembro de 2020:

- Será adotada a proporção 2:3, com 40*60 unidades;
- As faixas azul e branco terão uma relação de 6:4, a branca ocupando 16 unidades e a azul 24 unidades, formando-se dois retângulos horizontais;
- A estrela terá 3 unidades de altura e será construída pela união de todos os vértices de um pentágono, ficando distante 2 unidades do topo da faixa azul;
- O arco-íris será primeiro construído como um arco de 180º, distante 7 unidades do topo da faixa azul e 10 unidades da base da faixa branca; distante 7 unidades das laterais da faixa branca, depois um segundo arco interno será construído com 4 unidades a menos de cada lado do arco maior. Este grande arco formado com 4 unidades de espessura será subdividido em 3 arcos menores. A parte do arco, que se encontra na faixa branca, ficará por trás desta faixa.
- O sol será construído tomando uma circunferência com 5 unidades de diâmetro e por fora dela uma sequência de pentágonos de 1 unidade de altura, unidos pelo vértice da base, tocando em apenas um ponto da circunferência. Este conjunto tem 7 unidade de altura e largura e fica distante 3 unidades da base da faixa azul e 3 unidades do arco menor do arco-íris. Os pentágonos terão seu vértice mais distante da circunferência ligados aos dois vértices que os ligam aos próximos pentágonos. Com esta linha delimitando a forma do sol, que será mais parecido com o sol da bandeira de 1817, que tem varias pontas em forma de triângulos;
- A cruz terá sua parte vertical com 10 unidades de altura, distante 3 unidades da base e do topo da faixa branca e centralizado nela, a parte horizontal terá 6 unidades de comprimento centralizada na quarta unidade de cima para baixo da parte vertical. Cada uma com 1,333 unidades de espessura, a mesma de uma faixa do arco-íris.

Desenho da malha construtiva da bandeira do estado de Pernambuco.

### Cores
O anexo III da Lei 17139/2020 também defines as cores utilizadas para a bandeira, tanto em meio impresso (CMYK e Pantone) e meios digitais (RGB):
|                   | Azul                | Amarelo              | Vermelho            | Verde              | Branco               |
| ----------------- | ------------------- | -------------------- | ------------------- | ------------------ | -------------------- |
| RGB (hexadecimal) | 49-85-164 (#3155A4) | 255-181-17 (#FFB511) | 195-67-66 (#C34342) | 0-173-74 (#00AD4A) | 255-255-255 (#FFFFF) |
| CMYK              | 100, 078, 000, 000  | 000, 019, 100, 000   | 000, 100, 100, 006  | 076, 000, 099, 000 | 000, 000, 000, 000   |
| Pantone           | PANTONE286U         | PANTONE116U          | PANTONE3546U        | PANTONE2423U       | n.a.                 |

## Cronologia das Bandeiras

Réplica digital mais fiel possível da bandeira original da Companhia Neerlandesa das Índias Ocidentais.
Bandeira da Nova Holanda — João Maurício de Nassau-Siegen, de 1637-1643.
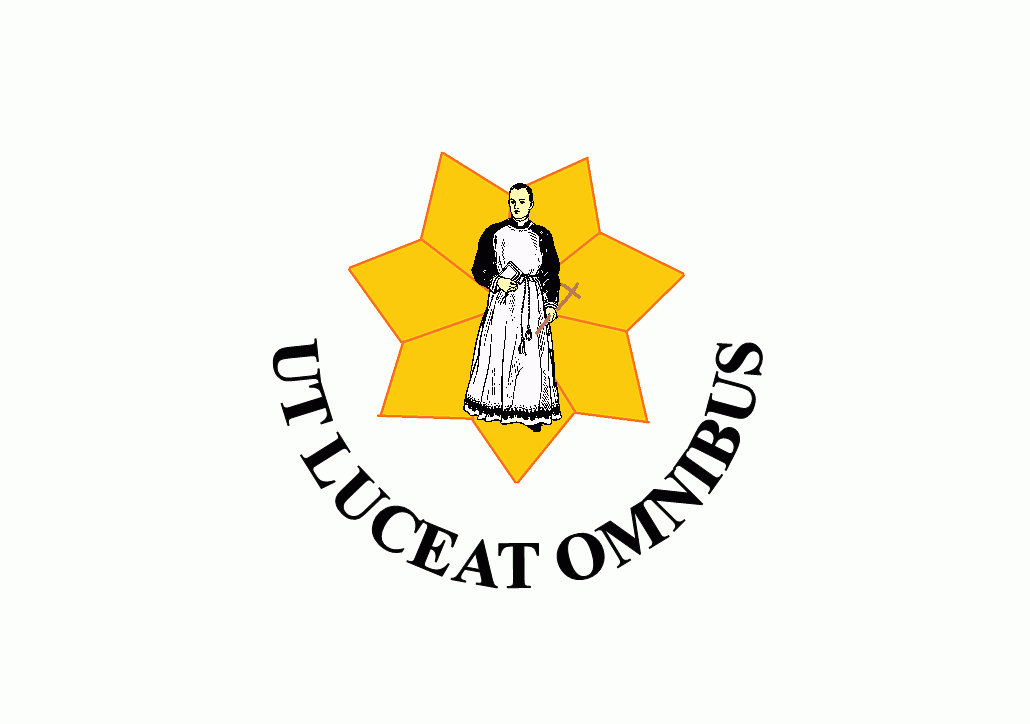
Uma das bandeiras da Companhia Geral de Commercio de Pernambuco e Parahyba, em 1756.
Bandeira da Revolução Pernambucana e da Republica Pernambucana, em 1817.
Bandeira da Confederação do Equador, de 1824.
Bandeira mercantil da Província de Pernambuco, durante o Império do Brasil.
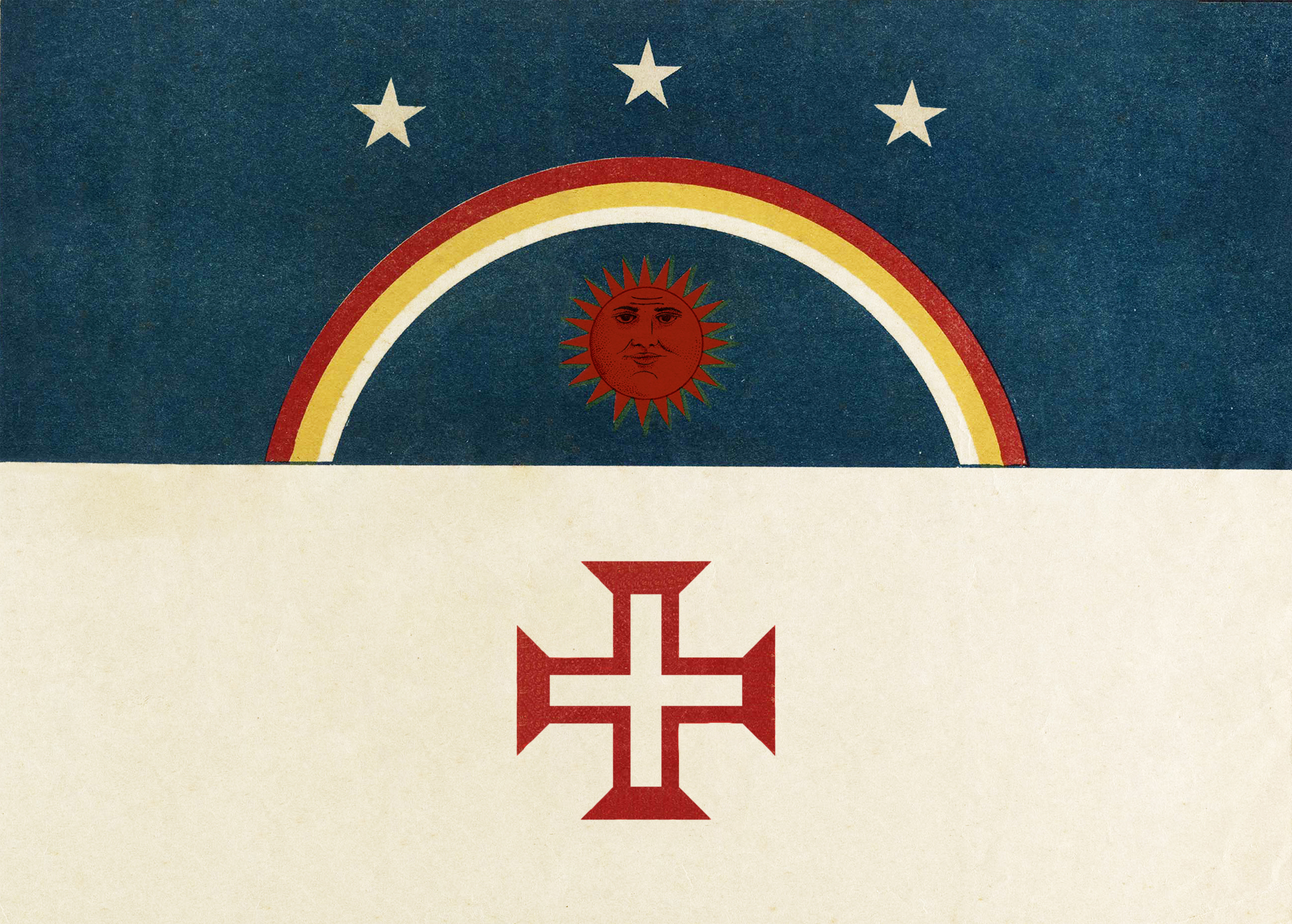
Proposta estadual, de autoria do historiador Francisco Augusto Pereira da Costa, que veio a se tornar o projeto de lei 45 de 1911, mas que não chegou a ser instituído.

## Bandeiras relacionadas

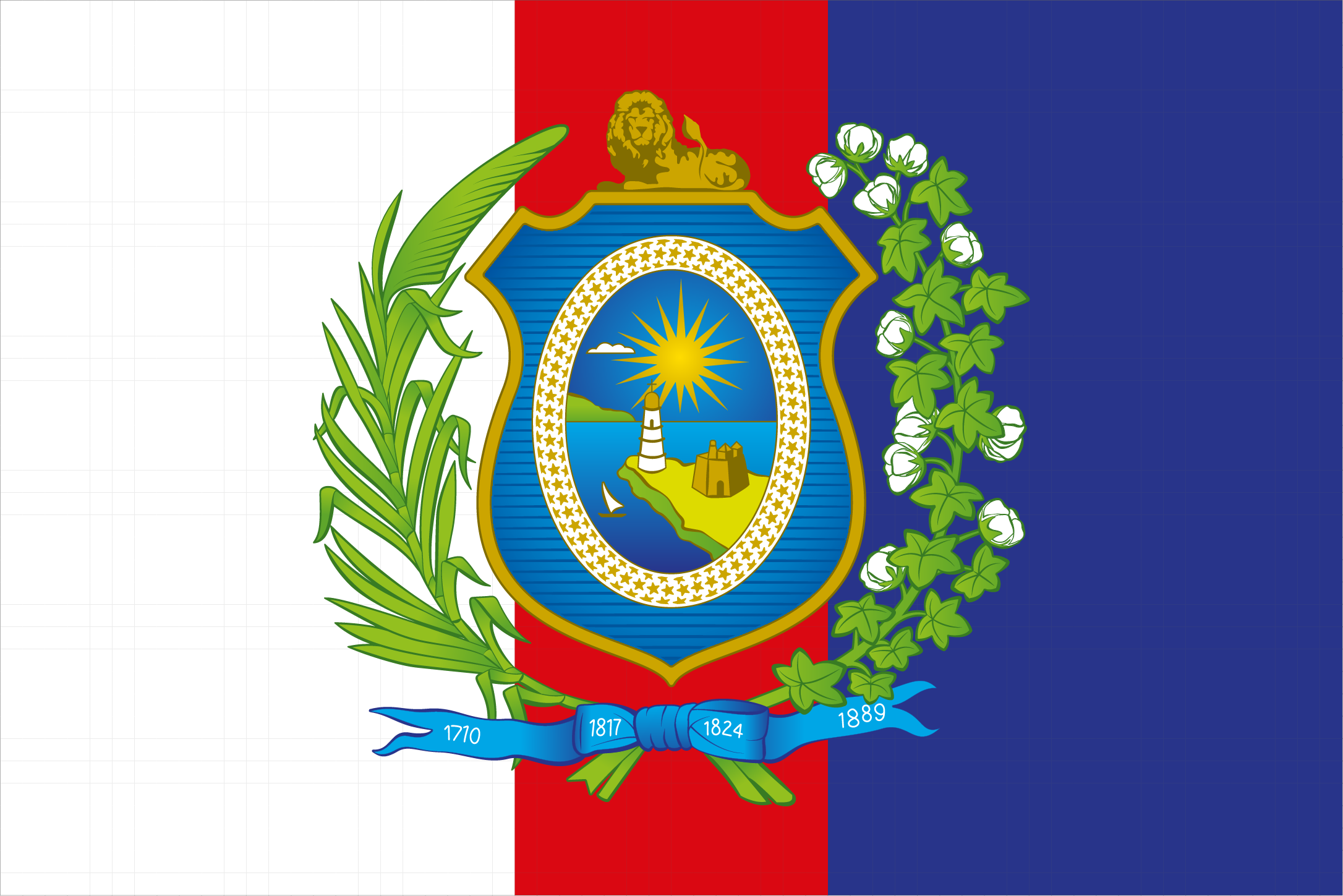
[[Ficheiro:FIAV_normal.svg|Bandeira-insígnia do governador de Pernambuco